# IRIS²
IRIS², acrónimo de Infraestructura para la Resiliencia, la Interconectividad y la Seguridad por Satélite, es un proyecto de constelación de Internet por satélite multiórbita que la Unión Europea plantea implementar en 2027.    
Su objetivo es brindar servicio a agencias gubernamentales, así como servicio comercial a entidades privadas. Su concepción es una respuesta directa a un número cada vez mayor de grandes constelaciones de Internet por satélite fuera del control de la UE, como Starlink o el próximo proyecto Kuiper.  El presupuesto total del proyecto se prevé en 2 400 millones de euros, que se financiarán con cargo al marco financiero plurianual 2021-2027. 
Además de su uso para comunicaciones, también hay planes para utilizar IRIS² para vigilancia espacial y para detección de globos espías a gran altitud. 
IRIS² es parte de una estrategia espacial general de la UE que incluirá la próxima Estrategia Espacial de la UE para la Seguridad y la Defensa . 

## Satélites y rivales
Iris2 tendrá hasta 170 satélites.
En febrero de 2024, OneWeb contaba con 633 satélites.  La red Kuiper de Amazon tenía autorización gubernamental para lanzar y operar 3,236 satélites.  En septiembre de 2024, Starlink ya tenía 7,000 satélites, y lanzaba tres más al día.
A marzo de 2025, la constelación satelital china Thousand Sails había lanzado 90 satélites, aspiraba a alcanzar 648 a fines de 2025, y completar su constelación al acumular 14,000 satéltites.

## Historia
El proyecto fue anunciado por primera vez por el Consejo de la UE en noviembre de 2022. 
En el año 2023 el proyecto aún se encuentra en sus etapas de planificación.